# الضرائب في ليبيا
الضرائب في ليبيا تنظمها التشريعات الضريبية الليبية وتنقسم إلى ضرائب مباشرة وضرائب غير مباشرة. وتحصلها مصلحة الضرائب الليبية.

## الضرائب المباشرة

### ضرائب على الدخل
محددة وفقا لنص القانون رقم 7 لسنة 2010 وتتمثل في الأنواع التالية:
- الضريبة على الدخل من التجارة.
- الضريبة على الدخل من الصناعة والحرف.
- الضريبة على الدخل من المهن الحرة.
- الضريبة على الدخل من العمل وما في حكمه.
- الضريبة على الدخل من الودائع.
- الضريبة على دخل الشركات.

كما تفرض أيضا ضرائب إضافية على الدخل وهي:
- ضريبة الجهاد.[2]
- ضريبة الصندوق القومي الفلسطيني.[3]

### ضرائب على رأس المال
الضريبة على العقارات تم فرضها بموجب قانون ضريبة العقارات رقم 2 لسنة 1968 حيث تفرض ضريبة سنوية على المساكن والآراضي الواقعة داخل الأماكن الحضرية.

## الضرائب غير المباشرة

### ضرائب على الاستهلاك
- الضرائب الجمركية: ينظمها قانون الجمارك رقم 67 لسنة 1972 [5] حيث ينص على ان تخضع البضائع المستوردة لضرائب الواردات المقررة في التعريفة الجمركية علاوة على الضرائب والرسوم الأخرى ما لم يكن هناك نص خاص يستثني ذلك.
- ضرائب الإنتاج: وتتمثل في ضريبة الإنتاج والاستهلاك التي يتم تنظيمها بموجب القانون رقم 19 لسنة 1992 ولائحته التنفيذية.[6]

### ضريبة الدمغة
ينظمها القانون رقم 12 لسنة 2004  ولائحته التنفيذية وتعديلاته.

## أنظر أيضا
- مصلحة الضرائب الليبية.
- ضرائب الدخل في ليبيا.
- اقتصاد ليبيا
- ضريبة الجهاد
- ضريبة الصندوق القومي الفلسطيني.

## روابط خارجية
- مصلحة الضرائب الليبية.